# 36-22-36
36-22-36 (с англ. — «36-22-36 [дюймов]») — сорок второй сингл американской блюз-рок-группы ZZ Top, второй сингл альбома XXX, добрался до 31 места в Hot Mainstream Rock Tracks. Последний сингл ZZ Top, попавший в чарты.

## О песне
Сингл записан в 1999 году во время записи юбилейного альбома XXX, где группа вновь попыталась вернуться к чистому блюзу в формате трио, однако вновь с экспериментами от Билли Гиббонса. Так, на этом альбоме Гиббонс неожиданно уделил внимание техно-музыке, и 36-22-36 (название песни это параметры «идеальной» женской фигуры в дюймах, примерно 91-56-91 в сантиметрах) является примером эклектичного смешения хип-хопа и блюза.
«36-22-36 начинается с блюзовой гармоники, за которой сразу следует торговая марка ZZ Top: фуззовая и пульсирующая гитара. Если бы не было оды женщинам, то это не был бы релиз ZZ Top. Песня отвечает за это на альбоме» . «Песни типа Poke Chop Sandwich и 36-22-36 в ближайшее время точно не получат награды за политкорректность, но впрочем среди фанов группы отродясь не было феминистов (ну или если на то пошло, вегетерианцев)»  Вместе с тем, есть мнение и о том, что содержащиеся в песне сексуальные намёки в ранних работах группы звучали мило, но теперь это звучит как воспоминания трёх грязных старикашек.
Также были такие отзывы, как «типичный блюз в духе BB Kinga»  или «несомненно дрянная, которая тем не менее включает в себя толковую „гармонику-зафиксированную-на-бесконечный дилэй“, хитро похороненную под вокалом» 
Сингл был выпущен лишь в промоварианте не для продажи, помимо собственно песни в полном формате, некоторые выпуски сингла содержали короткий отрывок песни (т.н. Suggested Callout Hook), который предназначен для использования радиостанциями в целях исследования узнаваемости песни.

## Участники записи
- Билли Гиббонс — вокал, гитара
- Дасти Хилл — вокал, бас-гитара
- Фрэнк Бирд — ударные, перкуссия, вокал